# Râul Moșna, Prut
Râul Moșna este un curs de apă, afluent al râului Prut. Acest râu trece prin mai multe comune din județul Iași printre care și cea care i-a dat numele, comuna Moșna.

## Fotogalerie

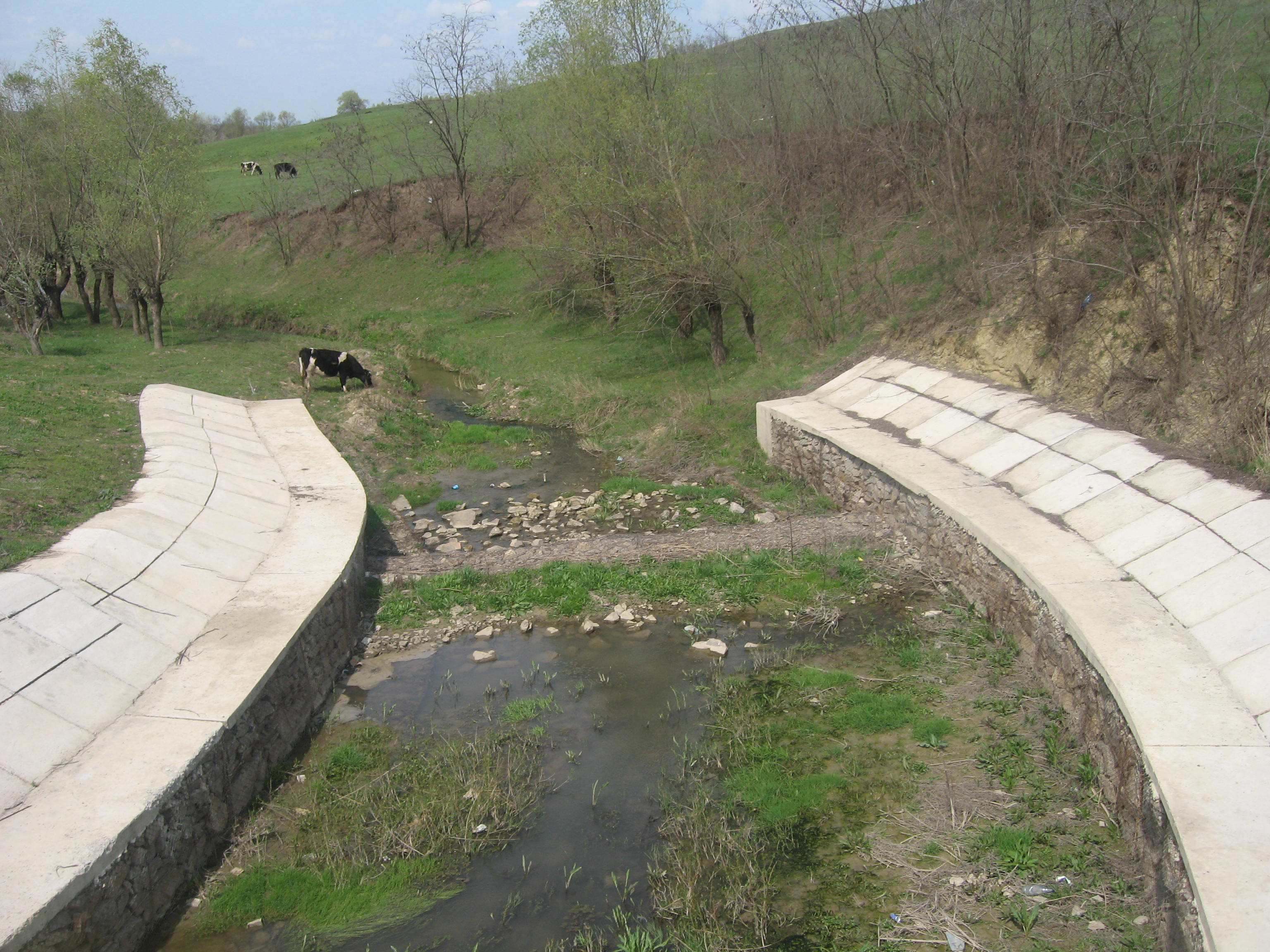
Râul Moşna